# Bahnstrecke Altstätten–Gais
| Pendelzug auf dem Zahnstangenabschnitt oberhalb von Altstätten |                                |                                             |                                             |
| Streckennummer (BAV): | 856                            |                                             |                                             |
| Fahrplanfeld: | 856                            |                                             |                                             |
| Streckenlänge: | 7,65 km                        |                                             |                                             |
| Spurweite: | 1000 mm (Meterspur)            |                                             |                                             |
| Stromsystem: | 1500 V =                       |                                             |                                             |
| Maximale Neigung: | Adhäsion 52 ‰ Zahnstange 160 ‰ |                                             |                                             |
| Zahnstangensystem: | Strub                          |                                             |                                             |
| |                                |                                             |                                             |
| \| \| \| Strassenbahn von Berneck und Altstätten SBB \| \| \| \| -0,40 \| Altstätten Rathaus \| Altstätten Rathaus \| \| \| 0,00 \| Altstätten Stadt Endpunkt S 24 \| 467 m ü. M. \| \| \| 0,16 \| Beginn Zahnstange \| Beginn Zahnstange \| \| \| 1,13 \| Ende Zahnstange \| Ende Zahnstange \| \| \| 1,67 \| Alter Zoll \| 615 m ü. M. \| \| \| 1,71 \| Beginn Zahnstange \| Beginn Zahnstange \| \| \| 2,44 \| Warmesberg \| 724 m ü. M. \| \| \| 3,06 \| Ende Zahnstange \| Ende Zahnstange \| \| \| 3,13 \| Kreuzstrasse \| 818 m ü. M. \| \| \| 3,15 \| Beginn Zahnstange \| Beginn Zahnstange \| \| \| 3,76 \| Kantonsgrenze SG-AR \| Kantonsgrenze SG-AR \| \| \| 4,09 \| Ende Zahnstange \| Ende Zahnstange \| \| \| 4,07 \| Stoss AR \| 942 m ü. M. \| \| \| 4,70 \| Rietli \| 945 m ü. M. \| \| \| 5,45 \| Schachen (Gais) \| 961 m ü. M. \| \| \| 6,36 \| Hebrig Scheitelpunkt \| 972 m ü. M. \| \| \| \| von Appenzell \| \| \| \| 7,65 \| Gais Endpunkt S 24 \| 915 m ü. M. \| \| \| \| nach St. Gallen \| \| |                                |                                             |                                             |
| U-Bahn-Strecke (außer Betrieb) |                                | Strassenbahn von Berneck und Altstätten SBB | Strassenbahn von Berneck und Altstätten SBB |
| Bahnhof (Strecke außer Betrieb) | -0,40                          | Altstätten Rathaus                          | Altstätten Rathaus                          |
| Kopfbahnhof Strecke bis hier außer Betrieb | 0,00                           | Altstätten Stadt Endpunkt S 24              | 467 m ü. M.                                 |
| | 0,16                           | Beginn Zahnstange                           | Beginn Zahnstange                           |
| | 1,13                           | Ende Zahnstange                             | Ende Zahnstange                             |
| Bahnhof | 1,67                           | Alter Zoll                                  | 615 m ü. M.                                 |
| | 1,71                           | Beginn Zahnstange                           | Beginn Zahnstange                           |
| Haltepunkt / Haltestelle | 2,44                           | Warmesberg                                  | 724 m ü. M.                                 |
| | 3,06                           | Ende Zahnstange                             | Ende Zahnstange                             |
| Haltepunkt / Haltestelle | 3,13                           | Kreuzstrasse                                | 818 m ü. M.                                 |
| | 3,15                           | Beginn Zahnstange                           | Beginn Zahnstange                           |
| Grenze | 3,76                           | Kantonsgrenze SG-AR                         | Kantonsgrenze SG-AR                         |
| | 4,09                           | Ende Zahnstange                             | Ende Zahnstange                             |
| Haltepunkt / Haltestelle | 4,07                           | Stoss AR                                    | 942 m ü. M.                                 |
| Bahnhof | 4,70                           | Rietli                                      | 945 m ü. M.                                 |
| Haltepunkt / Haltestelle | 5,45                           | Schachen (Gais)                             | 961 m ü. M.                                 |
| Haltepunkt / Haltestelle | 6,36                           | Hebrig Scheitelpunkt                        | 972 m ü. M.                                 |
| Abzweig geradeaus und von links |                                | von Appenzell                               | von Appenzell                               |
| Bahnhof | 7,65                           | Gais Endpunkt S 24                          | 915 m ü. M.                                 |
| Strecke |                                | nach St. Gallen                             | nach St. Gallen                             |

Koordinaten: 47° 21′ 41″ N, 9° 29′ 53″ O; CH1903: 755565 / 247652
Die Bahnstrecke Altstätten–Gais ist eine Meterspurbahn in der Schweiz. Die 7,65 Kilometer lange Strecke wurde 1911 von der Altstätten-Gais-Bahn (AG) eröffnet und wird seit 2006 von den Appenzeller Bahnen (AB) betrieben. Drei Abschnitte der Bahn sind mit einer Zahnstange nach System Strub ausgestattet.

## Geschichte

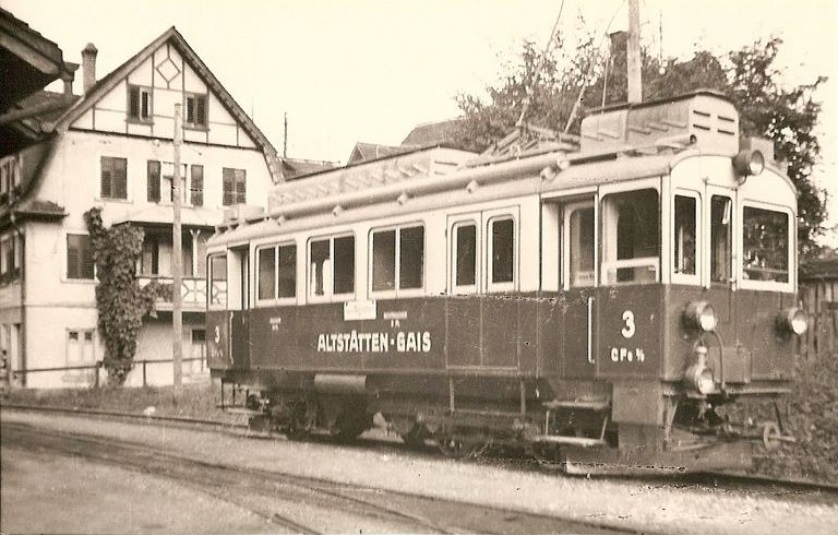
Triebwagen CFe 3/3 in Altstätten

Bereits 1887 wurde die Initiative zum Bau einer Bahnverbindung von Appenzell über Eggerstanden–Eichberg nach Altstätten geboren. Am 23. Juni 1905 erteilte dann die Bundesversammlung die Konzession für eine Schmalspurbahn von Altstätten nach Gais. Nachdem das Aktienkapital gezeichnet war, wurde im April 1910 mit dem Bau begonnen. Beim Bau des innerstädtischen Abschnitts in Altstätten tauchten unerwartete Schwierigkeiten auf, die die Arbeiten verzögerten. Am 18. November 1911 wurde die Strecke von Altstätten Stadt über den Stoss nach Gais in Betrieb genommen, wo Anschluss an die Strecke der Appenzeller-Strassenbahn-Gesellschaft (ASt) nach St. Gallen bestand. Die drei Zahnstangenabschnitte mit insgesamt 3264 Metern Länge befinden sich zwischen Altstätten und Stoss, die restliche Strecke nach Gais ist eine reine Adhäsionsstrecke. Der Fahrzeugpark bestand aus  drei Triebwagen vom Typ CFe 3/3, drei Personenwagen, zwei gedeckten und zwei offenen Güterwagen. Die Bahn wurde von Eröffnung an elektrisch mit 1000 Volt Gleichstrom betrieben.
Am 26. Juni 1912 konnte die Altstätten-Gais-Bahn den Abschnitt in der Altstadt von Altstätten zwischen Stadt und Rathaus eröffnen. Das kurze Verbindungsstück auf der Marktgasse stellte die Verbindung an die 1897 eröffnete Strecke Rathaus–Bahnhof SBB der von der Altstätten-Berneck-Bahn (AWW) betriebenen Strassenbahn Altstätten–Berneck her, die wiederum 1940 durch den Trolleybus Altstätten–Berneck abgelöst wurde.

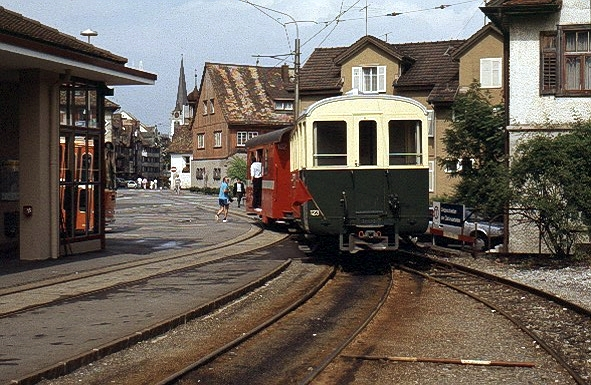
Streckenende in Altstätten Stadt, 1988

Die Betriebsführung der Strecke Altstätten–Gais wurde durch die Altstätten-Berneck-Bahn besorgt, welche die Züge durchgehend zwischen Gais und dem Altstätter SBB-Bahnhof fahren liess. Die hauptsächlich dem Personenverkehr dienende Bahn blieb die meiste Zeit ihres selbständigen Bestehens defizitär. Obwohl 1919 eine auffällige Zunahme des Reiseaufkommens zum Molken- und Luftkurort Gais verzeichnet wurde, blieb die finanzielle Lage anhaltend problematisch. Die Altstätten-Gais-Bahn hätte als Zubringer zur Säntisbahn dienen können, deren Bau jedoch nie realisiert wurde.
1942 drängte das Eidgenössische Amt für Verkehr auf eine Fusion mit der Appenzeller Bahn, der Appenzell-Weissbad-Wasserauen-Bahn und der Elektrischen Bahn St. Gallen–Gais–Appenzell (SGA). Weitere Verhandlung führten dann 1948 zur Fusion mit der SGA, die sich unter Beibehaltung der Abkürzung seither als St. Gallen-Gais-Appenzell-Altstätten-Bahn bezeichnete. Die Strecke Altstätten–Gais wurde mit 2,1 Millionen Franken Bundeshilfe erneuert und das Rollmaterial mit drei neu beschafften Triebwagen BCFeh 4/4 Nr. 6–8 und drei Leichtstahlwagen C4ü 70–73 modernisiert. 1953 wurde die Fahrleitungsspannung auf 1500 Volt erhöht, damit die damals neuen Triebwagen ABDeh 4/4 6 bis 8 freizügig auf dem ganzen SGA-Netz verkehren konnten. Die Stromversorgung erfolgt über die beiden Gleichrichters-Stationen in Altstätten Stadt und Gais.
Am 2. Juni 1973 stellten die Rheintalischen Verkehrsbetriebe (vorher AWW) den Trambetrieb auf dem verbliebenen Teilstück in Altstätten ein und drängten die SGA auf eine käufliche Übernahme. Bis zur endgültigen Stilllegung des Abschnitts Altstätten SBB–Altstätten Stadt am 31. Mai 1975 führte die SGA weiterhin Züge über diesen Streckenabschnitt.

## Heutiger Betrieb und Planungen

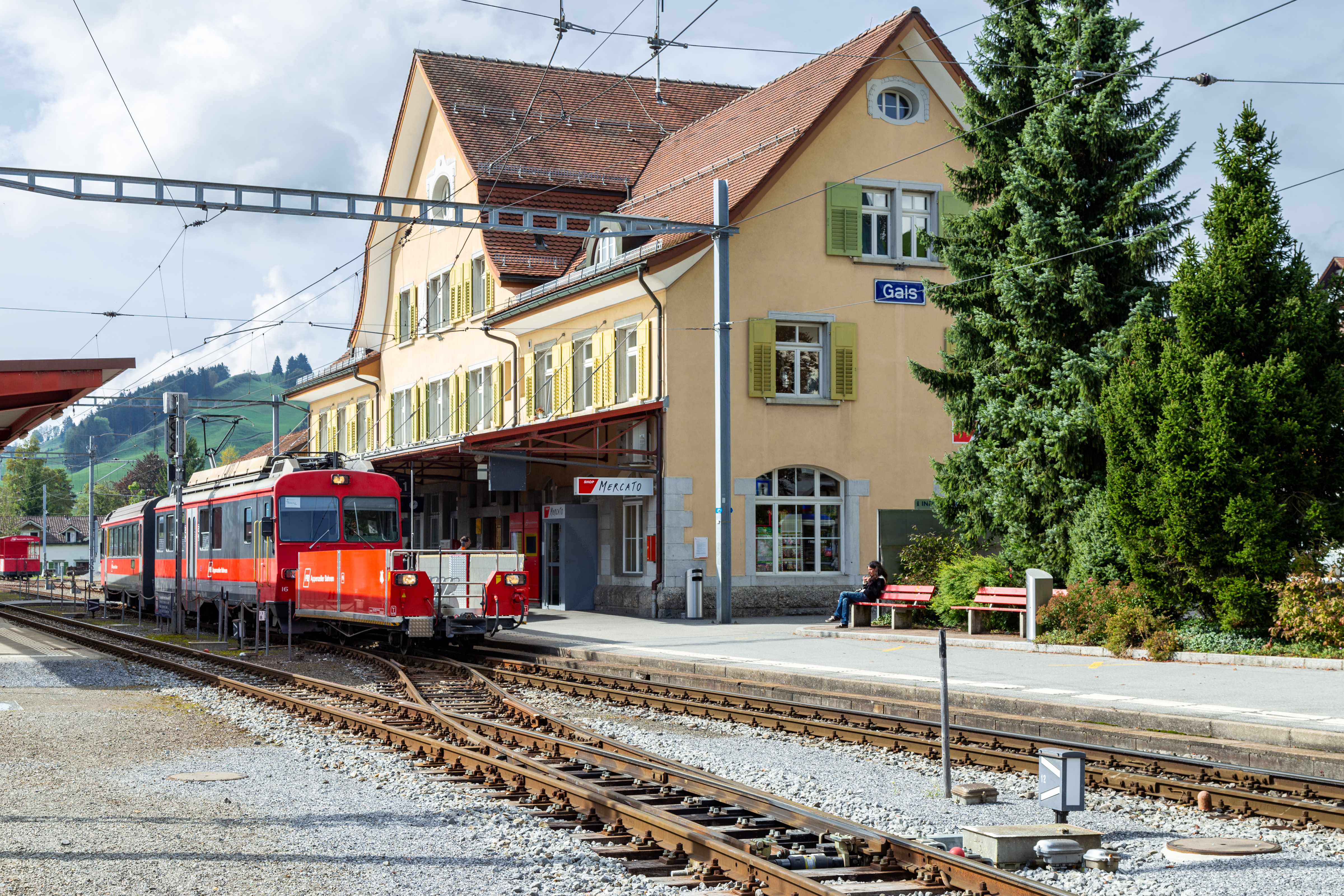
Pendelzug mit einem Velowagen im Bahnhof Gais

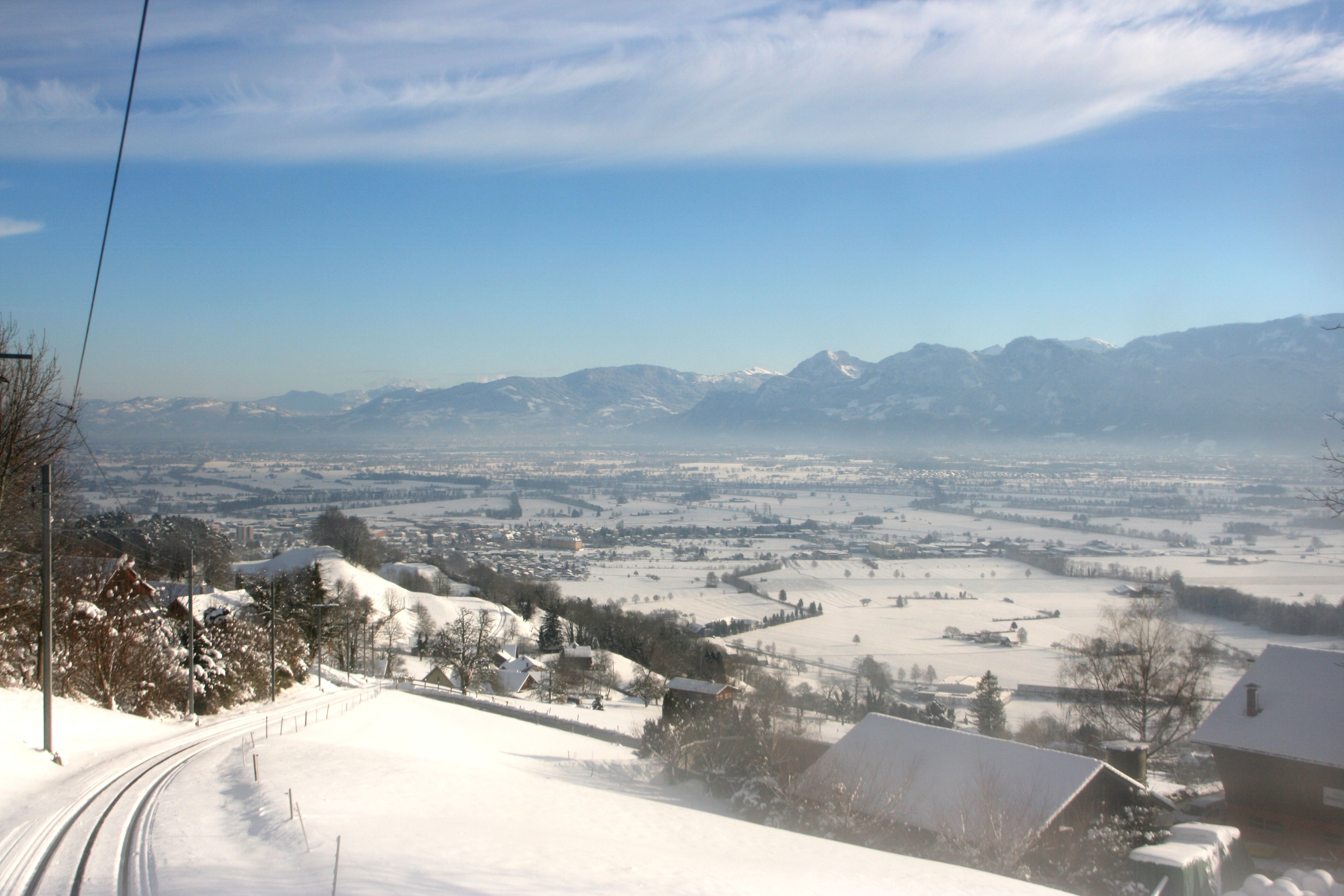
Strecke zwischen dem Stoss und Altstätten

Die Züge zwischen Altstätten und Gais bestehen aus einem BDeh 4/4 16–17 sowie einem zugehörigen Steuerwagen und verkehren im Stundentakt. Im Sommer werden die Züge bei schönem Wetter mit einem Velowagen und zeitweise mit offenen Aussichtswagen ergänzt. Bei geeigneter Schneelage wird die alte Stossstrasse als Schlittelweg markiert und die Züge für den Aufstieg benutzt.
Wegen rückläufiger Frequenzen und einem Kostendeckungsgrad von unter 30 Prozent liessen die Kantone Appenzell Ausserrhoden und St. Gallen 2019 von einem Ingenieurbüro prüfen, ob für die drei Zahnradbahnen der Appenzeller Bahnen, von Altstätten Stadt nach Gais, von Rorschach Hafen nach Heiden und von Rheineck nach Walzenhausen «kundenfreundlichere und kostengünstigere Alternativen» machbar wären. Zur Diskussion steht namentlich eine Umstellung auf Busbetrieb oder ein vollautomatischer Betrieb. Voraussichtlich bis 2035 wird die Strecke zwischen Altstätten und Gais im Betrieb bleiben. Dann wird das Rollmaterial das Ende seiner Lebensdauer erreicht haben.

## Galerie

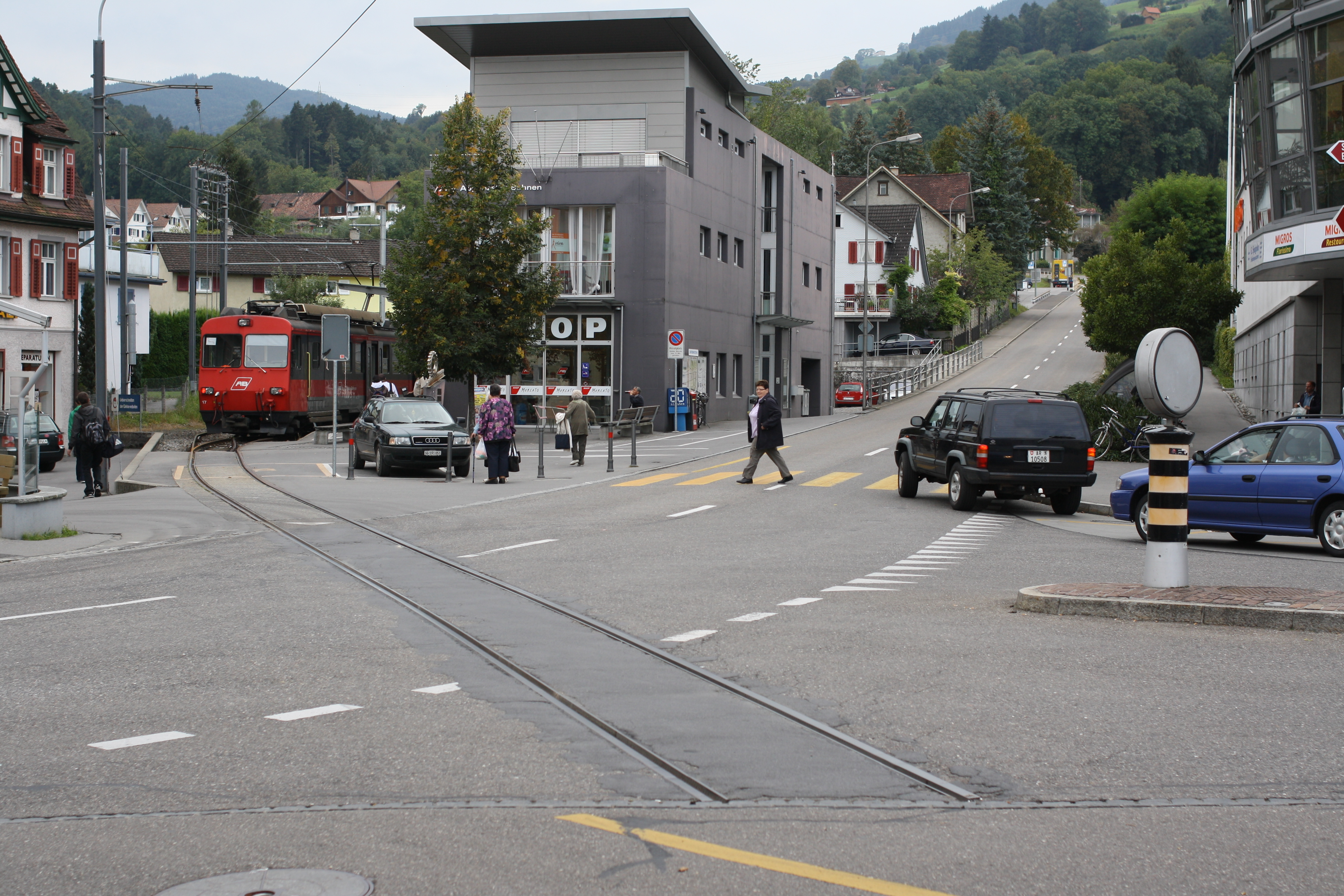
Streckenende in Altstätten Stadt, 2009
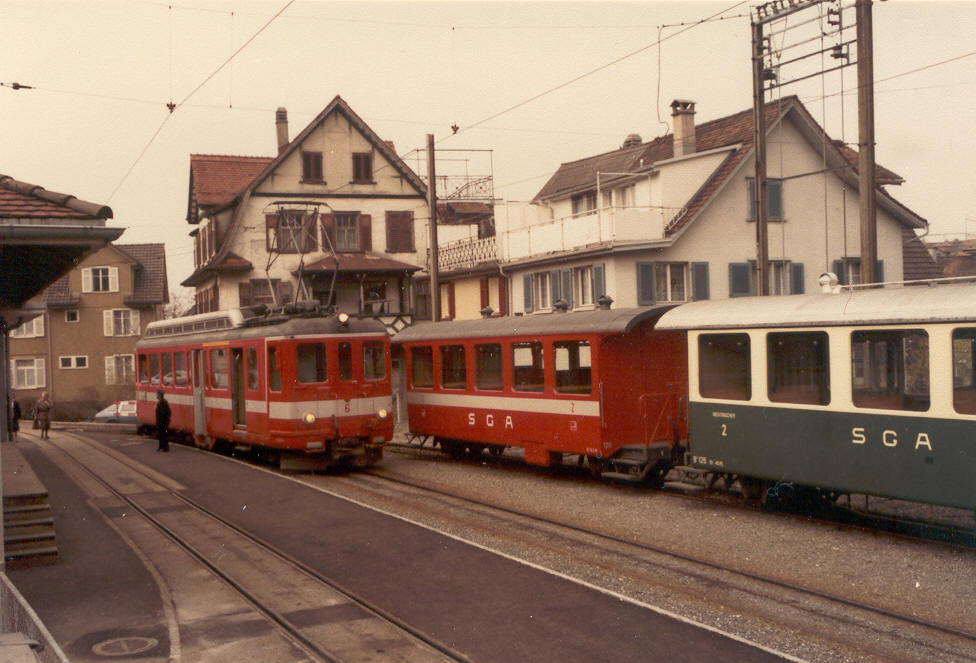
Endstation Altstätten 1986 mit ABDeh 4/4 6
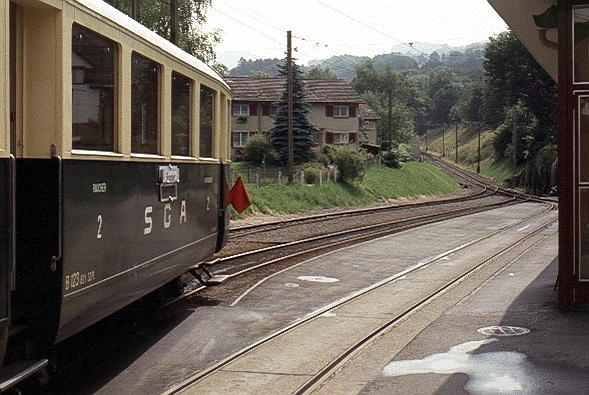
Altstätten Stadt, 1988
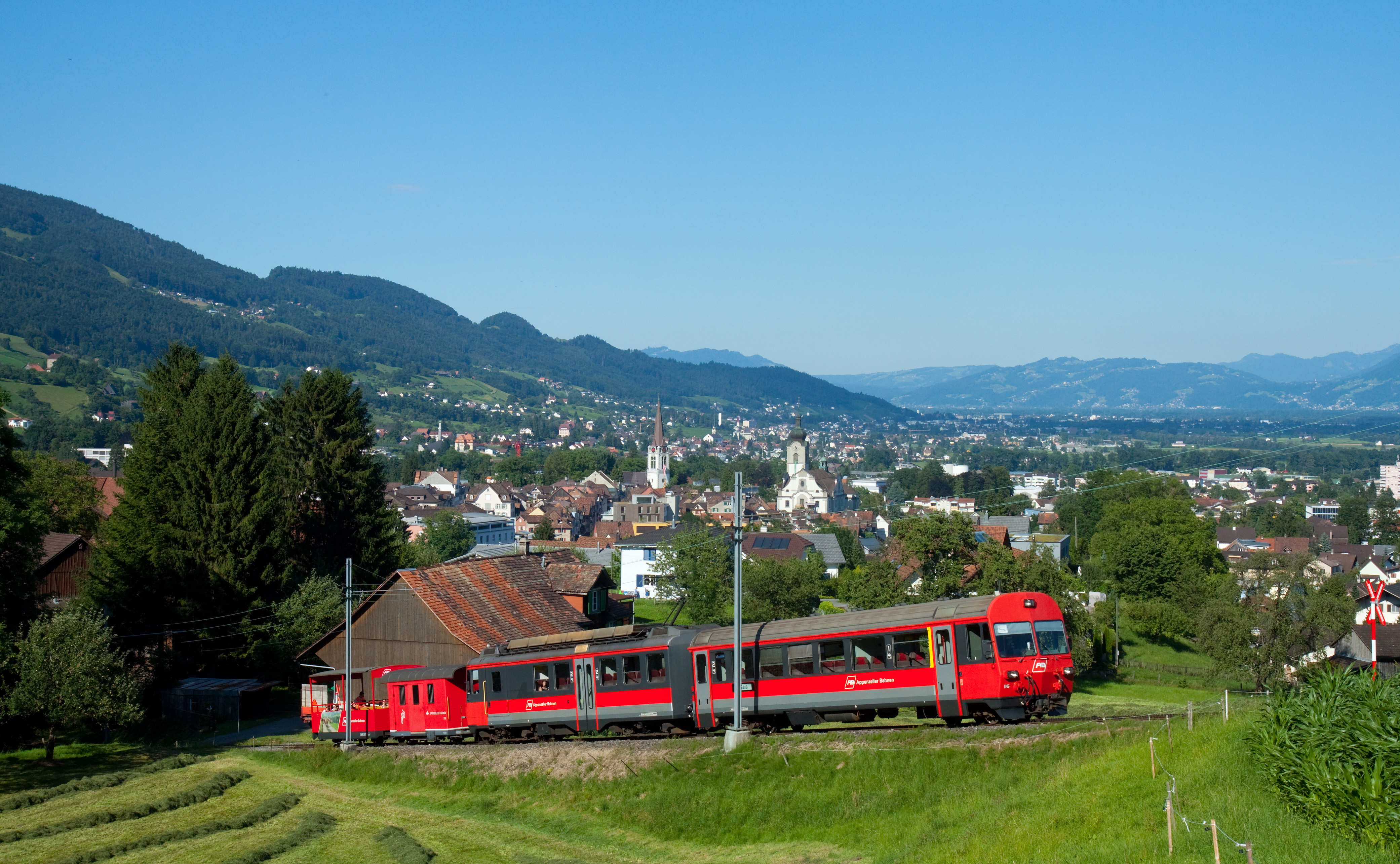
BDeh 4/4-Pendelzug oberhalb Altstätten
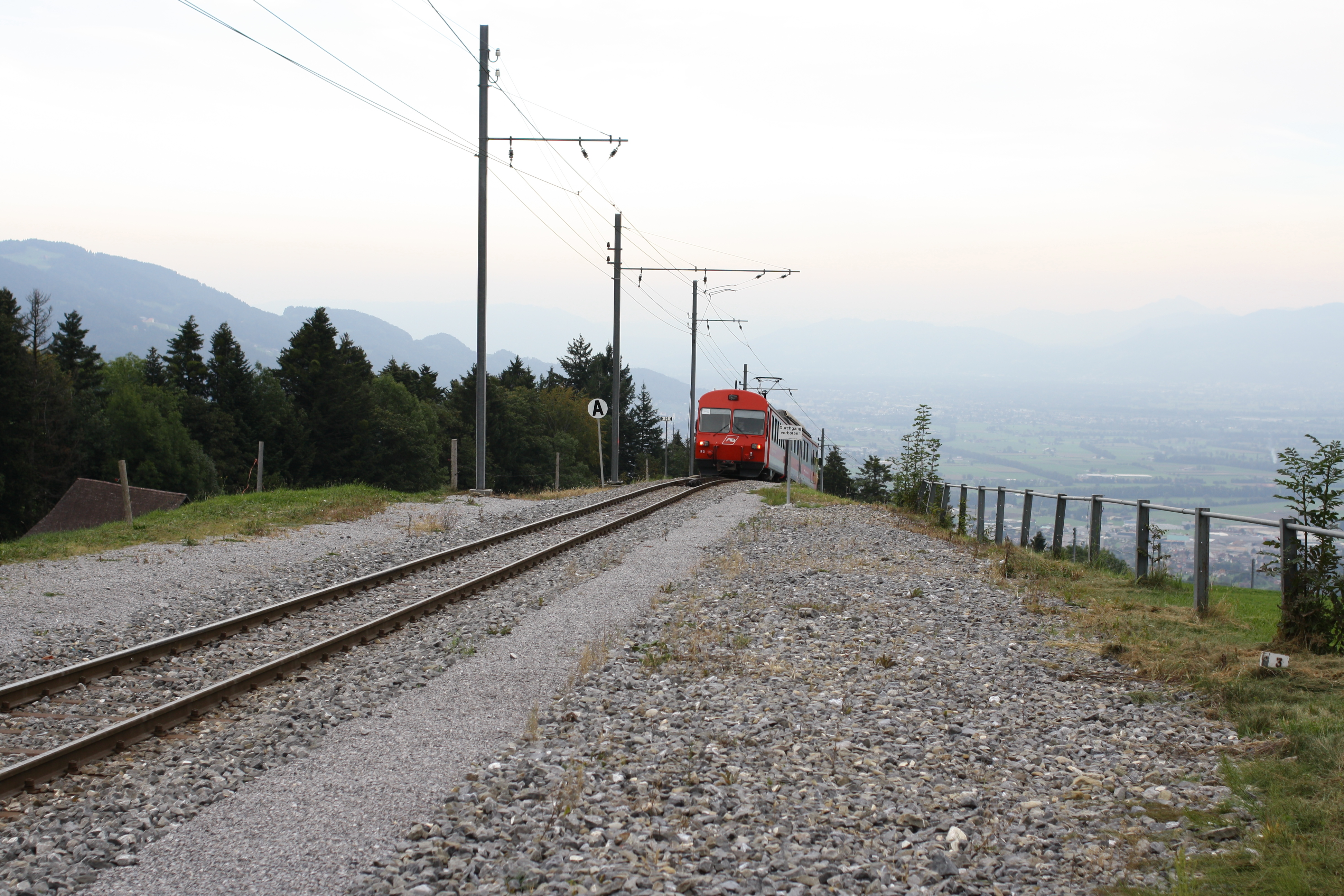
Kreuzstrasse – Ende des Zahnstangenabschnitts Warmesberg
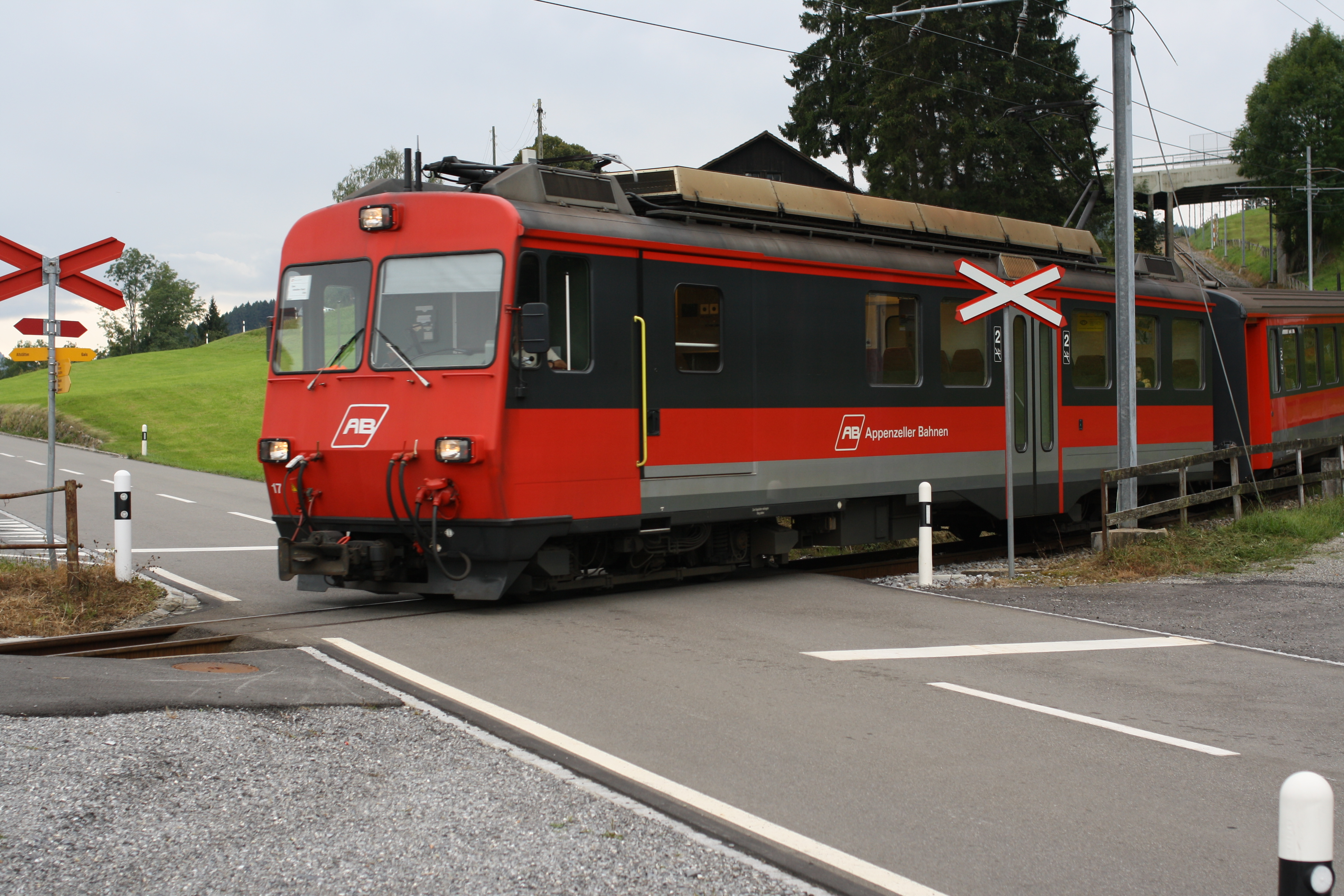
Triebwagen 17 am Bahnübergang Kreuzstrasse
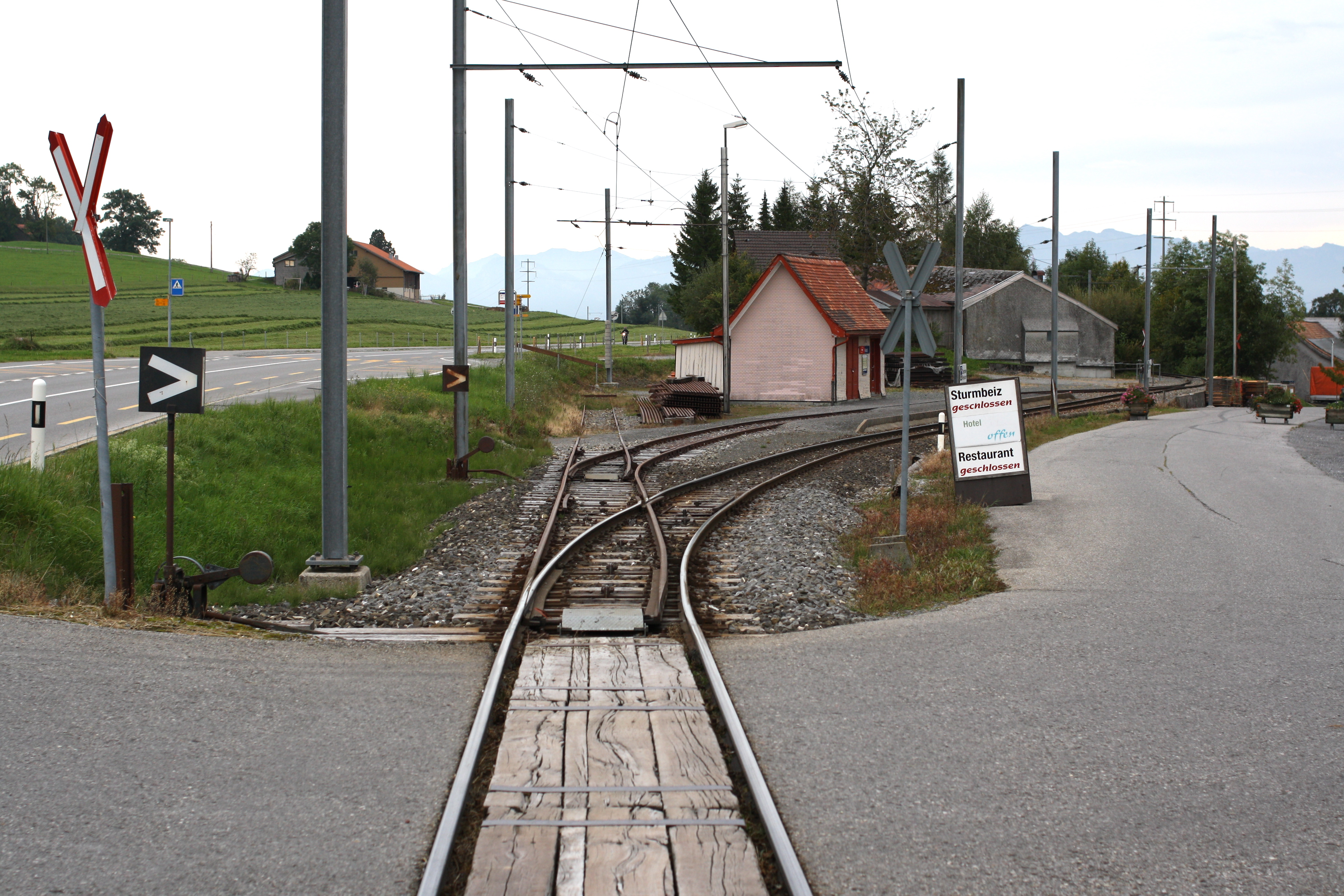
Rietli
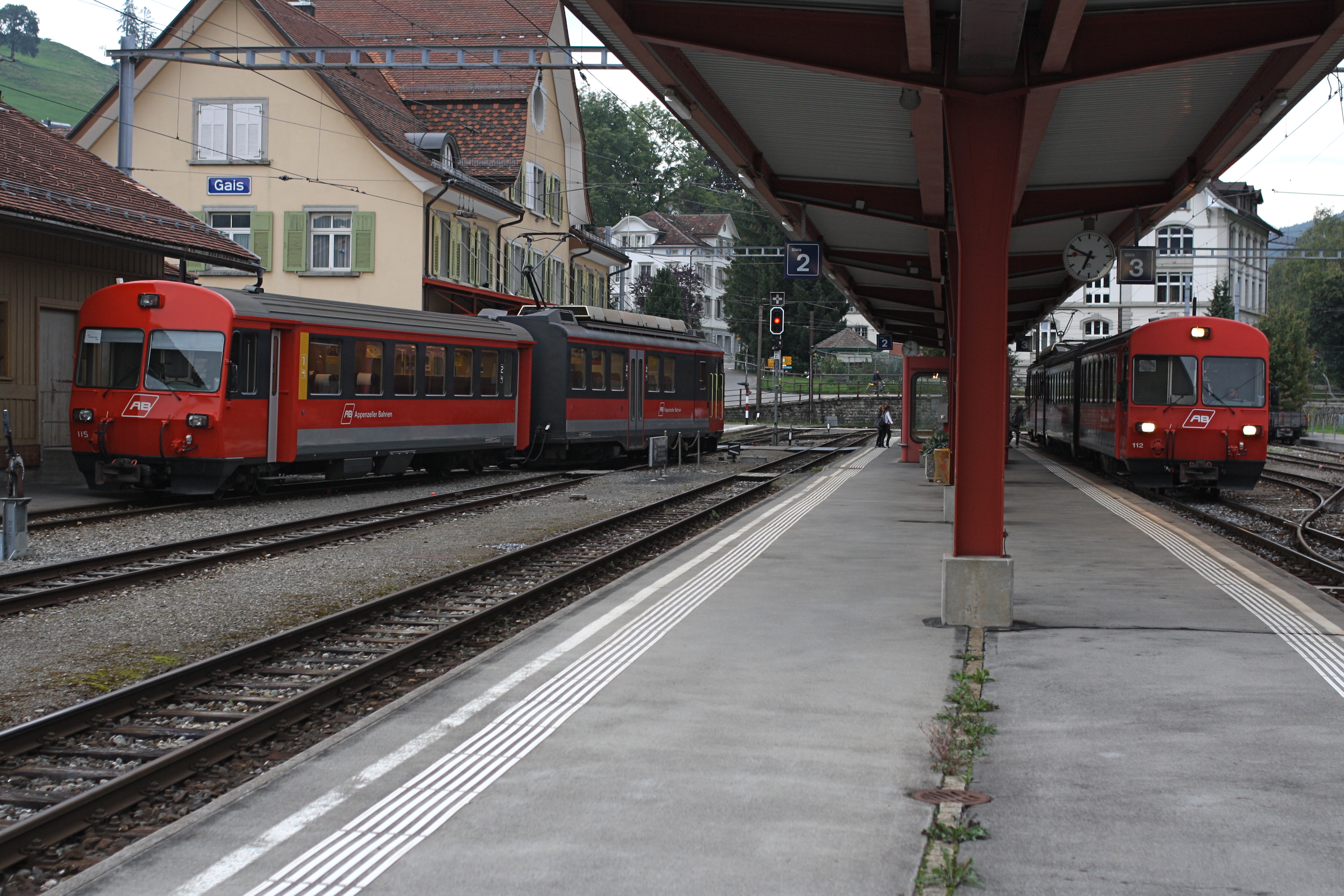
Gais: links Zug nach Altstätten, rechts Zug aus Appenzell nach St. Gallen

## Weblinks

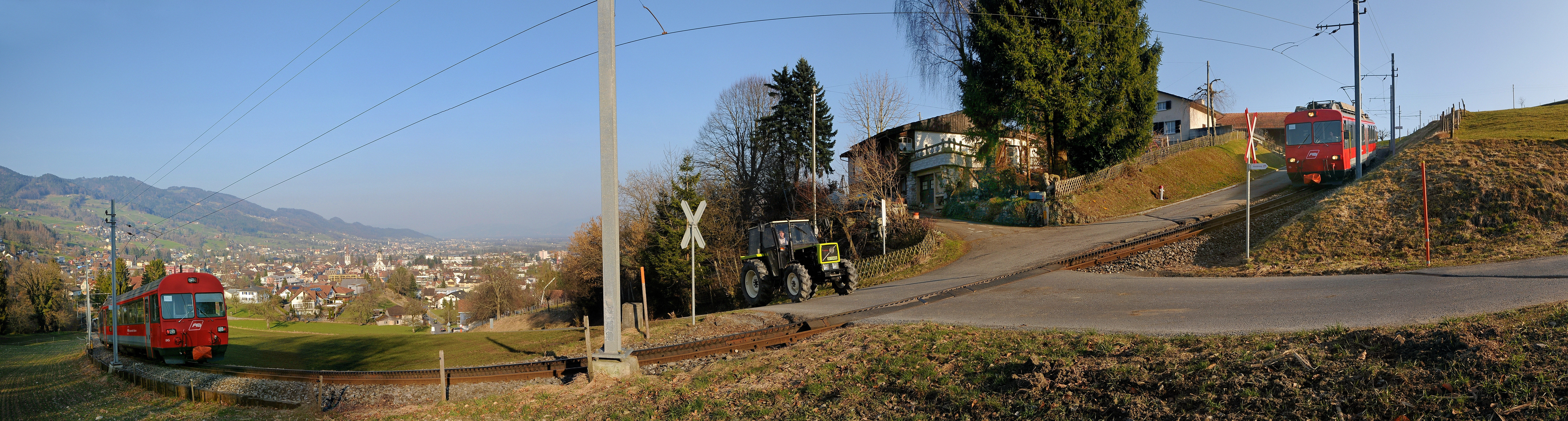
Zug der Appenzeller Bahnen auf der Strecke Altstätten–Gais. Das Panorama zeigt die Komposition von vorne und von hinten. Für das Bild wurden zwei Aufnahmen per Software zusammengefügt.